# Welbsleben
Welbsleben est un village de la Saxe-Anhalt appartenant à l'arrondissement de Mansfeld-Harz-du-Sud, en Allemagne.

## Géographie
Welbsleben est situé sur la bordure orientale du Harz environ 7 km au sud d'Aschersleben dans la vallée de l'Eine.

## Histoire
Welbsleben était dit dans le passé Niederwelbsleben (« Welbsleben-le-Bas »), parce qu'en occident, il existait le village aujourd'hui disparu Oberwelbsleben (« Welbsleben-le-Haut »). Le 26 juillet 1073 Henri IV a confirmé les dons de son père à l'église de Ballenstedt, dont 3 Hufen de Welbsleben.